# Prefektura apostolska Kompong Cham
Prefektura apostolska Kompong Cham (łac.: Apostolica Praefectura Kompongchamensis) – katolicka jednostka podziału administracyjnego Kościoła katolickiego w Kambodży, obejmująca swoim zasięgiem wschodnią część kraju, w tym prowincje: Kampong Cham, Krachen, Stoeng Treng, Rotanah Kiri, Mondol Kiri, Svay Rieng i Prey Veng. Siedziba prefekta apostolskiego znajduje się w Kâmpóng Cham.

## Historia
Prefektura powstała 26 września 1968 roku, kiedy Wikariat apostolski Phnom Penh (który do tej pory obejmował teren całej Kambodży) został podzielony na trzy części.

## Prefekci apostolscy
- André Lesouëf MEP (1968–1997)
- Antonysamy Susairaj MEP (1997–2019)
  - Bruno Cosme MEP (administrator apostolski) (2019–2022)
- Pierre Suon Hangly (od 2022)